# Ruhwa
Der Ruhwa ist ein Grenzfluss zwischen Burundi und Ruanda und ein Zufluss des Rusizi.

## Verlauf
Der Ruhwa beginnt an der Südgrenze des Nyungwe-Waldes in der Westprovinz von Ruanda. Von dort verläuft er in einem Bogen nach Nordwesten bis Südwesten immer entlang der Grenze zwischen Burundi im Süden und dem ruandischen Distrikt Rusizi im Norden bis zur Mündung in den Fluss Rusizi. Die Flussmündung bildet ein Dreiländereck zwischen Ruanda im Norden, Burundi im Osten und der Demokratischen Republik Kongo im Südwesten.

## Einzugsgebiet
Der in Ruanda gelegene Teil des Einzugsgebiets hat eine Fläche von 585 km².

## Nutzung
Im Oberlauf des Ruhwa wird Goldabbau betrieben, was zu Sedimentverschmutzung führt.